# Mahalageasca
Mahalageasca is de eerste single van de Roemeense band Mahala Raï Banda afkomstig van het album Mahala Raï Banda. Voor de single is Bucovina Dub versie, die door DJ Shantel gemixt is, gebruikt.
Het nummer werd in 2007 bekend omdat het verwerkt was in de film Borat: Cultural Learnings of America for Make Benefit Glorious Nation of Kazakhstan. Door deze film kwam er meer aandacht voor klezmer en balkan beats. Ook stond het nummer op het verzamelalbum Gypsy beats and balkan bangers.
De single komt in december 2007 uit en in januari 2008 komt de single ook in de Nederlandse hitlijsten.

## Tracklist

### cd-single
- 01 - Mahalageasca (Shantels Bucovina Dub Edit) 03:07
- 02 - Mahalageasca (Album Version) 04:06
- 03 - Mahalageasca (Shantels Bucovina Dub) 04:19

## Hitnotering
| Mahalageasca in de Nederlandse Top 40 - binnen: 2 februari 2008 | Mahalageasca in de Nederlandse Top 40 - binnen: 2 februari 2008 | Mahalageasca in de Nederlandse Top 40 - binnen: 2 februari 2008 | Mahalageasca in de Nederlandse Top 40 - binnen: 2 februari 2008 | Mahalageasca in de Nederlandse Top 40 - binnen: 2 februari 2008 |
| Week                                                            | 1                                                               | 2                                                               | 3                                                               | 4                                                               |
| --------------------------------------------------------------- | --------------------------------------------------------------- | --------------------------------------------------------------- | --------------------------------------------------------------- | --------------------------------------------------------------- |
| Nummer                                                          | 29                                                              | 29                                                              | 36                                                              | uit                                                             |